# 마운트 홀리오크 칼리지
마운트 홀리오크 칼리지(Mount Holyoke College)는 미국 매사추세츠주에 있는 4년제 사립 학부 중심의 자유 인문 대학, 즉 리버럴 아츠 칼리지이다.

## 개요
마운트 홀리오크 칼리지는 미국 최초의 여자 대학교로서, 미국 북동부 7대 명문 여자대학을 일컫는 세븐 시스터스의 창립 멤버이다. 미국의 여자대학 역사를 연구한 저서 《Women's Colleges in the United States: History, Issues, and Challenges》(1997)에 따르면 마운트 홀리오크 칼리지는 미국 전역에 퍼져 있는 수많은 여자대학의 모델이 되었다는 점에서 그 의미가 크다. 특히 세븐 시스터스 대학 중에서도 배서 칼리지 및 웰즐리 칼리지가 마운트 홀리오크 칼리지를 본떠서 설립되었다.
미국 뉴욕 맨해튼의 센트럴 파크를 설계한 것으로 유명한 프레더릭 로 옴스테드 도시 조경가의 회사가 매사추세츠주 사우스해들리(South Hadley)의 800에이커(3.2 km2) 부지에 마운트 홀리오크 칼리지의 캠퍼스를 설계하였다.
마운트 홀리오크 칼리지는 근처의 애머스트 칼리지, 햄프셔 칼리지, 스미스 칼리지, 매사추세츠 대학교 애머스트 캠퍼스와 함께 서부 매사추세츠주 일대의 5개 대학간 교류·협력체인 파이브 칼리지 컨소시엄(Five College Consortium)을 구성하는 일원이다. 학생들은 5개 대학 캠퍼스 간 무료 셔틀버스를 이용하여 강의 교차 수강, 도서관 장서 공유, 학생 식당 및 각종 시설 공유, 연합 클럽 및 스포츠 활동 등을 통해 보다 확장된 교육자원의 혜택을 풍부하게 활용할 수 있다.

## 역사
마운트 홀리오크 칼리지의 시초는 미국 19세기초 여성 교육의 선구자 메리 라이온(Mary Lyon)이 1837년 "마운트 홀리오크 여성 신학교(Mount Holyoke Female Seminary)"라는 교명으로 개교한 것이다. 설립자의 혁신적인 구상에 따라 마운트 홀리오크 여성 신학교는 기하학, 미적분학, 라틴어, 그리스어, 과학, 철학, 역사 등 당대 남자 대학에서만 제공되던 교육과정에 상응하는 교육을 여성에게 온전히 제공한 최초의 기관으로서 19세기 당시 여타 여성 신학교들과 차별화되었다.
이후 1888년에 대학 인가를 받아 신학교와 병설되어 "마운트 홀리요크 여성 신학교 및 대학교(Mount Holyoke Female Seminary and College)"로 개명하였다. 이에 따라 재원 조달 방식, 입학사정 기준, 교육과정 등에 변동이 있었던 한편, 이후 신학교(seminary) 교육과정은 점진적으로 축소·폐지해 나가게 되었다. 1889년부터 학생들에게 문학사(Bachelor of Arts) 및 이학사(Bachelor of Science) 학위 선택권을 부여하기 시작하면서 명실상부한 리버럴 아츠 칼리지(자유 인문 대학)로 변모하여, 궁극적으로 1893년에 "마운트 홀리오크 칼리지"로 개명하여 오늘에 이르렀다.

## 특징
마운트 홀리오크 칼리지는 학생 9명 당 교수 1명의 비율로 자유인문대학이 추구하는 철저한 학부 중심의 교육을 제공한다. 또한 이 학교는 매년 꾸준히 풀브라이트 장학금 수상자들을 배출한다. 졸업생들이 주로 진학하는 대학원은 하버드 대학교, 예일 대학교, 컬럼비아 대학교, 펜실베이니아 대학교, 코넬 대학교, 터프츠 대학교, 존스 홉킨스 대학교, 시카고 대학교, 영국 옥스퍼드 대학교 등이다.
2023년 가을 신입생(Class of 2027)의 경우 5,030명의 지원자 중 1,926명이 합격하여 38%의 합격률을 기록했다. 현재 전교생 약 2,178명 중 20%가 국제학생이며, 이들의 출신 국가는 81개국에 달한다. 마운트 홀리오크 칼리지는 대한민국의 이화여자대학교 및 연세대학교와 교환학생 프로그램을 운영하고 있다.

## 평판
마운트 홀리오크 칼리지는 2020년 프린스턴 리뷰(Princeton Review)에서 조사한 "뛰어난 교수진(professors get high marks)" 항목에서 전미 대학 1위를 기록했다. 2012년에도 미국 대학의 가장 뛰어난 교수 300인을 뽑는 프린스턴 리뷰 조사에서 이 학교 교수 14인이 선정되어 1위를 차지했다. 이외에도 같은 기관의 조사에서 "학생들의 정치 참여 적극성(most politically active students)", "가장 아름다운 캠퍼스(most beautiful campus)", "최고의 대학 도서관(best college library)", "최고의 동문 인맥(best alumni network)", "사회적 영향력 강화에 도움(best school for making an impact)", "최고의 수업 경험(best classroom experience)" 등의 항목에서 매년 꾸준히 수위를 차지해 왔다.
한편, 미국의 교육 전문가 하워드 그린, 매튜 그린(Howard and Matthew Greene) 공저자는 재능 있는 대입 수험생들이 고려할 만하다고 엄선된, 고유하고 탁월한 대학 클러스터에 대한 인식을 제고하고자 저서 《The Hidden Ivies, 3rd Edition: 63 of America's Top Liberal Arts Colleges and Universities》(2016)를 출간했다. 그 책에서 마운트 홀리오크 칼리지는 전미 63개 "히든 아이비", 즉 "숨겨진 최고의 대학" 중 하나로 꼽혔다.

## 학교 전통
- Class Colors and Symbols (학번색 및 상징물) - 전교생에게는 입학 연도(졸업 학번) 별로 Blue Lion (푸른 사자), Green Griffin (초록 그리핀), Red Pegasus (빨간 페가수스), Yellow Sphinx (노랑 스핑크스) 등 총 4개의 학번색/상징물 쌍 중 하나가 지정된다.[32] 학생들은 통상적으로 가을 학기 시작인 9월초에 개최되는 Convocation (개강 총회) 등 전교생이 참석하는 주요 행사 때 자신의 학번색 의상을 입고 참석한다.[33]
- Mountain Day (마운틴 데이) - 19세기 후반부터 시작된 유서 깊은 전통. 가을 학기, "수업을 하기에는 너무 날씨가 좋은" 하루를 골라 총장이 마운틴 데이를 선포하면 오전 7시에 교정의 종이 울리면서 그 날의 모든 수업이 휴강된다. 학생들은 근처의 홀리오크 산을 올라 정상에서 주변 풍경을 둘러보며 아이스크림을 먹는다. 마운틴 데이가 언제인지는 엄격하게 비밀로 지켜지지만, 보통 9월이나 10월의 평일에 선포된다.[34] 이 전통은 이후 웰즐리 칼리지, 스미스 칼리지 등 미국의 다른 여자 대학으로 전수되었다.
- Elfing (엘핑) - 마니또와 비슷하다. 2학년 학생 한 명이 신입생 한 명의 "요정(elf)"으로 배정 받고 5일간 밤마다 몰래 신입생의 기숙사 방문을 잡지와 색종이 등으로 장식해 두고 선물을 갖다 놓는다. 때로는 이에 화답하여 신입생이 매일 밤 찾아오는 엘프를 위해 쿠키나 조그만 선물을 마련하여 방문 앞에 두기도 한다. 마지막 5일째에는 기숙사 거실에서 신입생들과 엘프들이 한자리에 모여 친목을 다진다.
- M&Cs (우유와 쿠키, Milk and Cookies) - 매주 일요일부터 목요일 밤 9시 30분마다 일정하게 기숙사 식당에 신선한 우유와 기타 음료수, 쿠키, 크래커, 컵케이크, 브라우니, 샐러드 등이 배달되면, 학생들은 방에서 공부를 하다가 내려와서 휴식을 취하곤 한다. 이를 통해 하루 일과의 끝에 시간을 내어 학우들과 함께하는 추억이 쌓이게 된다. 대학 생활 중 무엇이 가장 그리울 것 같은지 묻는 질문에 많은 졸업반 학생들이 종종 "M&Cs!"라고 답하는 것도 이 때문이다.[35]
- Pangy Day (팽이 데이, Pangynaskeia Day) - 봄 학기 기말고사 전 마지막 수업일인 금요일에 열리는, "여성의 세계(world of women)"를 기리는 축제이다. 엄혹한 미국 북동부 뉴잉글랜드의 기나긴 겨울을 보내고 마침내 따뜻한 봄 햇살을 반기는 의미로 전교생이 야외 소풍을 나와 메이폴(maypole) 리본 감기, 음악감상, 게임, 페이스 페인팅, 프리스비 던지기 등의 활동을 하며 아이스크림 등 음식과 데이지 꽃을 즐기는, 지구의 날(Earth Day)이자 메이데이(May Day)이자 봄의 제전이다.[36]
- Laurel Parade (로렐 퍼레이드) - 졸업식 전날 개최되는 행사로 졸업반 학생들이 흰옷을 입고 월계수 나뭇잎으로 엮은 끈을 들고, 캠퍼스에 도열한 가족, 친구, 동문, 교직원들의 환호와 갈채를 받으며 행진함으로써 마운트 홀리오크 칼리지의 "학생"에서 "동문"으로의 이행을 상징하는 행사이다. 흰옷은 20세기 초 여성 참정권 옹호론자들과의 연대를, 월계수 나뭇잎 끈은 고대 로마 시대의 영예, 성취, 영광을 오마주함과 동시에, 마운트 홀리오크 총동창 간에 유구하게 이어지는 연계성을 표상하기도 한다.[37]